# Torreadrada
Torreadrada er en by og kommune i det centrale Spanien i provinsen Segovia. Den har et indbyggertal på 50 (2024) indbyggere.